# (488437) 2016 XZ22
(488437) 2016 XZ22 es un asteroide perteneciente al cinturón de asteroides, descubierto el 10 de enero de 2008 por el equipo del Mount Lemmon Survey desde el Observatorio del Monte Lemmon, Arizona, Estados Unidos.

## Designación y nombre
Designado provisionalmente como 2016 XZ22.

## Características orbitales
2016 XZ22 está situado a una distancia media del Sol de 2,803 ua, pudiendo alejarse hasta 3,504 ua y acercarse hasta 2,102 ua. Su excentricidad es 0,250 y la inclinación orbital 11,35 grados. Emplea 1714,13 días en completar una órbita alrededor del Sol.

## Características físicas
La magnitud absoluta de 2016 XZ22 es 17,1.